# Sian Breckin
Sian Breckin, née en 1982, est une actrice de théâtre, de cinéma et de séries télévisées britannique.

## Filmographie
- 2008 : Donkey Punch : Lisa
- 2008 : The Bill (série télévisée) : Harriet McGuire
- 2009 : Tender (court métrage) : Elain
- 2009 : Inspector George Gently (série télévisée) : Audrey Chadwick
- 2009 : The Royal (série télévisée) : Judith Ure
- 2009 : Heartbeat (série télévisée) : Janice Hopley
- 2010 : Doctors (série télévisée) : Debs Hastings
- 2010 : Alice (court métrage) : la fille à la cloche
- 2010 : DCI Banks (série télévisée) : PC Janet Taylor (2 épisodes)
- 2011 : Tyrannosaur : Kelly
- 2012 : Scott & Bailey (série télévisée) : Nikki Madden
- 2013 : Dates (série télévisée) : Heidi
- 2010-2013 : Casualty (série télévisée) : Fiona Leyton / Kim Rees (2 épisodes)
- 2013 : Les Poings contre les murs (Starred Up) : Gouverneur Cardew
- 2013 : Truckers (en) (série télévisée) : Wendy Newman (5 épisodes)
- 2013 : Vice of Mind (court métrage) : Wendy
- 2014 : Soror (court métrage) : Lisa
- 2015 : Silent Witness (série télévisée) : DC Gabby Lawson (2 épisodes)
- 2015 : Deathly Presents (court métrage) : Steff
- 2016 : Houdini and Doyle (mini-série) : Margery McGuire
- 2016 : The Watchman (téléfilm) : Sandy
- 2017 : The Trial: A Murder in the Family (série télévisée documentaire) : Anna Ward
- 2018 : Kiri (mini-série) : Grace
- 2018 : Heretiks : sœur Lucilla